# Leopold Anker von Kismarton
Leopold Anker von Kismarton, avstrijski general, * 11. julij 1864, † 27. november 1941, Budimpešta.

## Življenjepis
V začetku prve svetovne vojne je bil poveljnik 16. huzarskega polka.
Potem ko je bil 1. marca 1917 upokojen, je bil 11. novembra 1918 povišan v naslovnega generalmajorja.

## Pregled vojaške kariere
Napredovanja
- naslovni generalmajor: 11. november 1918